# Golo Brdo (Pozsegaszentpéter)
Golo Brdo falu Horvátországban, Pozsega-Szlavónia megyében. Közigazgatásilag Pozsegaszentpéterhez tartozik.

## Fekvése
Pozsegától légvonalban 12, közúton 17 km-re északra, községközpontjától 2 km-re nyugatra, a Pozsegai-medence szélén és Papuk-hegység déli lejtőin, a Velikéről Kutjevóra vezető út mentén, a Mikuša-patak partján fekszik.

## Története
A Velike-Pozsegaszentpéter út mellett található „Topinica” nevű régészeti lelőhelyen a szántásban talált kőkorszaki kőszekerce alapján kijelenthető, hogy már a történelem előtti időben is éltek itt emberek. A mai település is nagyon régi, de középkori létezéséről nem áll semmi adat rendelkezésre. A török uralom idején katolikus horvát lakossága volt, akik utódai élnek ma is a településen. 1698-ban „Goloberdo” néven 8 portával szerepel a török uralom alól felszabadított szlavóniai települések összeírásában. 1760-ban 22 ház állt a településen.
Az első katonai felmérés térképén „Dorf Golo berdo”néven látható. Lipszky János 1808-ban Budán kiadott repertóriumában „Goloberdo” néven szerepel. Nagy Lajos 1829-ben kiadott művében „Goloberdo” néven 26 házzal, 289 katolikus vallású lakossal találjuk.
1857-ben 286, 1910-ben 381 lakosa volt. 1910-ben a népszámlálás adatai szerint lakosságának 93%-a horvát, 3%-a német, 2%-a magyar anyanyelvű volt. Pozsega vármegye Pozsegai járásának része volt. Az első világháború után 1918-ban az új szerb-horvát-szlovén állam, majd később (1929-ben) Jugoszlávia része lett. 1991-ben lakosságának 96%-a horvát nemzetiségű volt. A településnek 2011-ben 325 lakosa volt.

## Lakossága
| Lakosság változása | Lakosság változása | Lakosság változása | Lakosság változása | Lakosság változása | Lakosság változása | Lakosság változása | Lakosság változása | Lakosság változása | Lakosság változása | Lakosság változása | Lakosság változása | Lakosság változása | Lakosság változása | Lakosság változása | Lakosság változása |
| ------------------ | ------------------ | ------------------ | ------------------ | ------------------ | ------------------ | ------------------ | ------------------ | ------------------ | ------------------ | ------------------ | ------------------ | ------------------ | ------------------ | ------------------ | ------------------ |
| 1857               | 1869               | 1880               | 1890               | 1900               | 1910               | 1921               | 1931               | 1948               | 1953               | 1961               | 1971               | 1981               | 1991               | 2001               | 2011               |
| 286                | 285                | 302                | 280                | 334                | 381                | 385                | 379                | 359                | 364                | 357                | 333                | 318                | 276                | 345                | 325                |